# Міллер (гора)
Міллер (англ. Mount Miller) — гора в Антарктиді, найвища вершина хребта Голланд, в хребті Королеви Єлизавети, який розташований у Трансантарктичних горах. Її висота становить 4160 м над рівнем моря.

## Географія
Гора Міллер розташована у Східній Антарктиді, в північно-західній частині Території Росса, в південній частині хребта Голланд, в південно-східній частині хребта Королеви Єлизавети, які є складовою частиною Трансантарктичних гір. Вершина розташована за 69,5 км на північ — північний-захід від найближчої вищої гори Елізабет (4480 м), та за 13 км на південь від гори Ллойд (3210 м).

## Відкриття
Гора була виявлена учасниками Британської антарктичної експедиції (експедиція «Німрод») 1907–1909 років під керівництвом англійського полярного дослідника Ернеста Шеклтона, але не була нанесена на карту. Ймовірно вона була названа на честь Малькольма Джеймса Міллера, власника верфі у Новій Зеландії а згодом мера міста Літтелтон (регіон Кентербері).